# Palazzo Reale di Ischia
Il palazzo reale di Ischia è una residenza reale della famiglia dei Borboni del Regno delle due Sicilie sita sull'Isola d'Ischia.

## Storia
L'edificio fu eretto nel 1735 per volere del primo proprietario, il protomedico Onofrio Buonocore, e diventò presto la meta preferita di villeggiatura dei nobili.
Dopo la rivoluzione del 1799 il palazzo venne acquistato dalla famiglia reale Borbone. In particolare, Ferdinando re di Napoli e poi delle Due Sicilie lo utilizzò principalmente come base per cacciare e pescare nell'antico Lago del bagno. Tale specchio d'acqua fu successivamente trasformato in porto, con l'apertura di una bocca a mare sul versante nord, per volontà di Ferdinando II, il quale diede inizio anche alla costruzione delle Antiche Terme Comunali, sorte al fine di sfruttare le acque delle tre sorgenti di Pontano, Fornello e Fontana.
Sempre per volere di Ferdinando II, il botanico di corte Giovanni Gussone fece ricoprire la distesa di lava lasciata dall'eruzione del cratere dell'Arso con una bellissima e rigogliosa pineta. Nell'ambito di questa operazione, Gussone incrementò inoltre il giardino della casina reale, piantando esemplari di platani, querce, lauri, eucalipti, provenienti dall'Orto botanico di Napoli. L'architettura del giardino, infine fu completata ed abbellita da false grotte rivestite con schiuma vulcanica e da un sapiente uso decorativo degli agrumi. Con la caduta dei Borbone la casina attraversò una fase di declino fino al 1865, quando si pensò di trasformarla in stabilimento termale riservato al personale militare. Per un breve periodo, dopo il terremoto del 1883 che colpì duramente il comune di Casamicciola Terme sul versante nord dell'isola, ospitò l'Osservatorio meteorologico e geodinamico. Oggi è sede dello stabilimento balneotermale militare.